# Podul cu Lanțuri din Budapesta
 Podul cu Lanțuri din Budapesta, denumit oficial Podul Széchenyi în memoria omului de stat maghiar István Széchenyi, (în maghiară Széchenyi lánchíd) este un pod suspendat ce traversează Dunărea făcând legătura între Buda și Pesta, părțile de vest și de est ale orașului Budapesta, capitala Ungariei. Proiectat de inginerul englez William Tierney Clark, el a fost primul pod permanent construit în Budapesta peste Dunăre și a fost deschis în anul 1849.
El este ancorat pe partea dinspre Pesta a fluviului de Piața Széchenyi (fostă Roosevelt), lângă Palatul Gresham și Academia Ungară de Științe, iar pe partea dinspre Buda de Piața Adam Clark, unde se află Kilometrul Zero și capătul de jos al funicularului ce duce la Castelul din Buda.
Podul a primit numele lui István Széchenyi, care a susținut ideea construcției podului, dar este cel mai frecvent cunoscut sub numele de Podul cu Lanțuri. La momentul construcției sale, el a fost considerat ca fiind unul dintre minunile ingineriei din epoca modernă. Ea a dobândit o semnificație enormă în viața economică, socială și culturală a țării, la fel ca și cea pe care o are Podul Brooklyn în New York și în Statele Unite ale Americii. Decorațiunile sale din fier forjat, cât și echilibrul compozițional al acestora, fac din acest pod unul dintre cele mai frumoase monumente industriale ale Europei. El a devenit un simbol al progresului, al emancipării naționale din secolul al XIX-lea și o punte de legătură între Est și Vest. Finanțatorul principal al podului a fost baronul de origine aromână sau greacă Gheorghe de Sina.

## Istoric

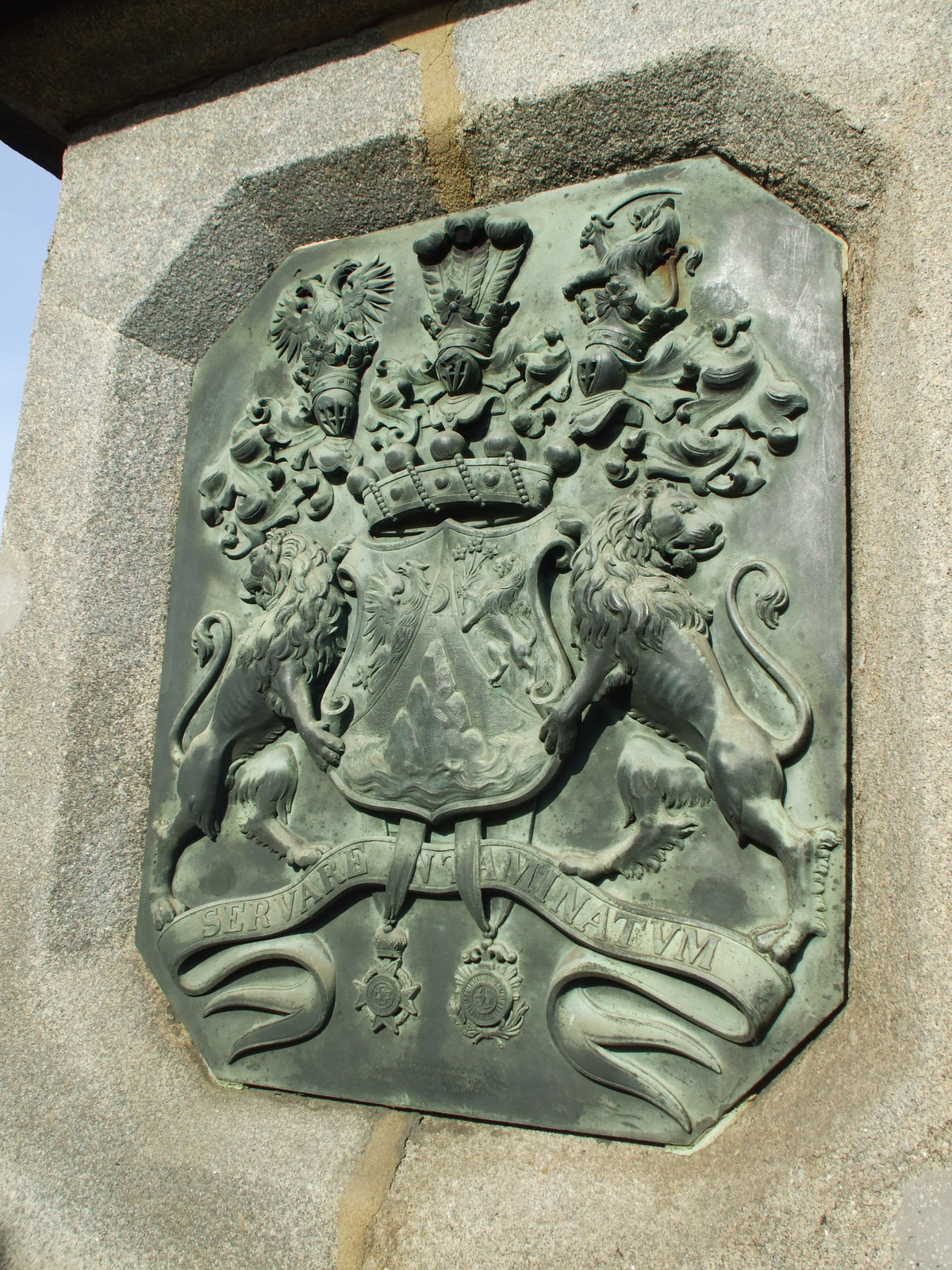
Stema familiei Sina, placată sub unul din leii care străjuiesc podul

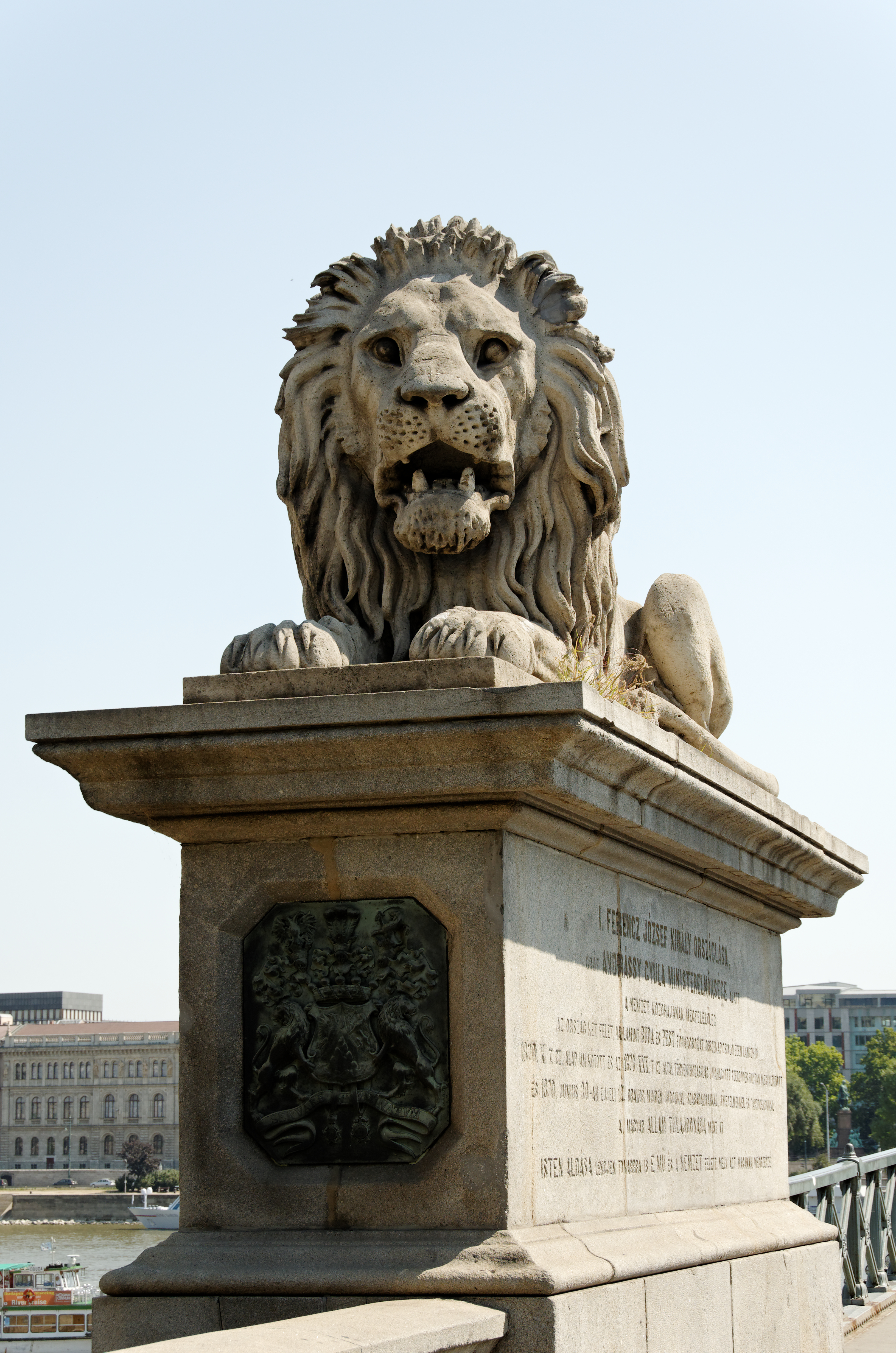
Leul cu stema familiei Sina pe soclu

Podul a fost proiectat de inginerul englez William Tierney Clark în 1839, la inițiativa contelui István Széchenyi din același an, iar construcția a fost supravegheată pe plan local de inginerul scoțian Adam Clark (nu sunt rude). El reprezintă o versiune la scară mai mare a unei construcții precedente a lui William Tierney Clark și anume Podul Marlow, construit peste Tamisa la Marlow, Anglia.
Proiectul a fost extins considerabil, exclusiv prin fonduri personale, de către negustorul aromân Gheorghe Sina, nobil care avea importante interese financiare și imobiliare în oraș și al cărui nume este înscris la baza fundației de sud-vest a podului, pe partea dinspre Buda.
Podul a fost deschis în 1849 și a devenit astfel primul pod permanent din capitala Ungariei, după Revoluția Maghiară din 1848. La data inaugurării, lungimea sa de 202 de metri îl făcea să fie unul dintre cele mai lungi poduri din lume. Leii de pe pilaștrii podului au fost sculptați în piatră de către sculptorul János Marschalko. Ei sunt vizibil similari ca design cu faimoșii lei din Piața Trafalgar Square, realizați de Edwin Henry Landseer împreună cu Marochetti (comandați în 1858, instalați în 1867), dar ei au fost instalați mai devreme aici, în 1852. Ei sunt mai mici (și apar de jos fără limbă). Podul a primit numele actual în 1898.
El a fost proiectat pe secțiuni și transportat din Marea Britanie în Ungaria pentru construcția finală.
Structura metalică a podului a fost refăcută și consolidată în 1914. În timpul celui de-al doilea război mondial, el a fost grav avariat în Asediul Budapestei, fiind reconstruit și redeschis în 1949.

## În cultura populară
În 2001, pilotul maghiar Péter Besenyei a zburat cu avionul chiar pe sub pod, manevră care a devenit standard în curse aeriene de astăzi ale Red Bull. Podul este prezentat și în  filmul I Spy din 2002. De asemenea, în videoclipul muzical Firework al lui Katy Perry, el este, de asemenea, prezentat la început.
Inscripția de pe fiecare parte a podului este dedicată lui Clarke Adam, un nume englezesc folosind ordinea de nume ungurească, unul din foarte puținele nume englezești care au fost scrise în această ordine.
Placa de pe partea dinspre Pesta a fluviului conține o inscripție tradusă astfel în limba română: „Pentru a rememora singurele două poduri rămase dintre cele proiectate de William Tierney Clarke: Podul cu Lanțuri Széchenyi peste Dunăre de la Budapesta și Podul suspendat peste Tamisa de la Marlow, Anglia.”

## Imagini

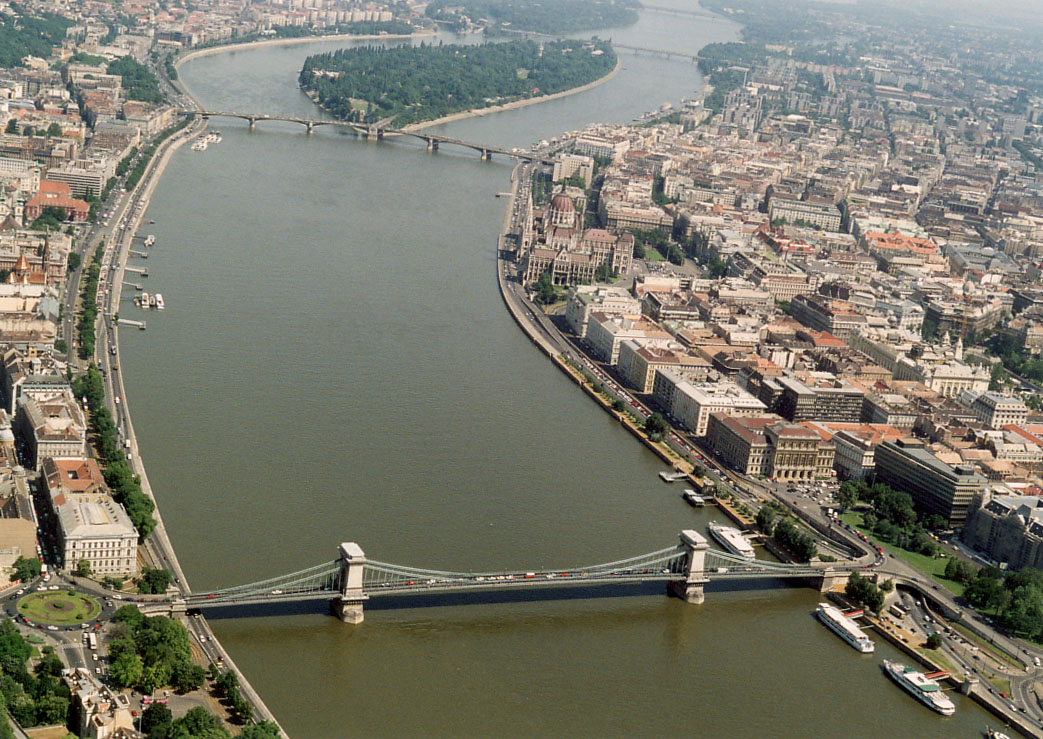
Vedere aeriană a podului
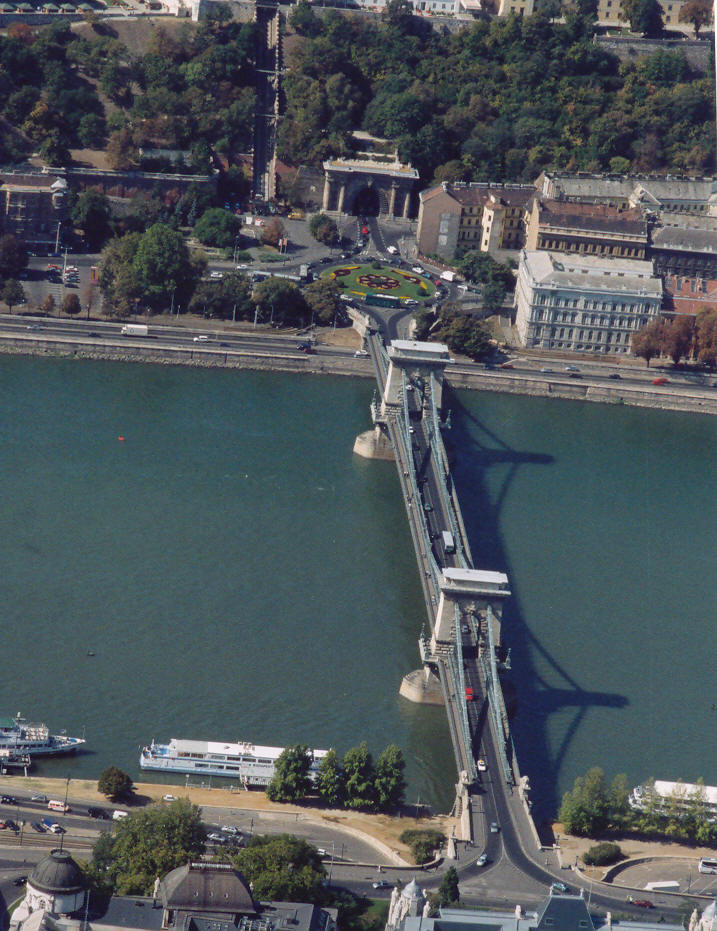
Vedere aeriană a podului
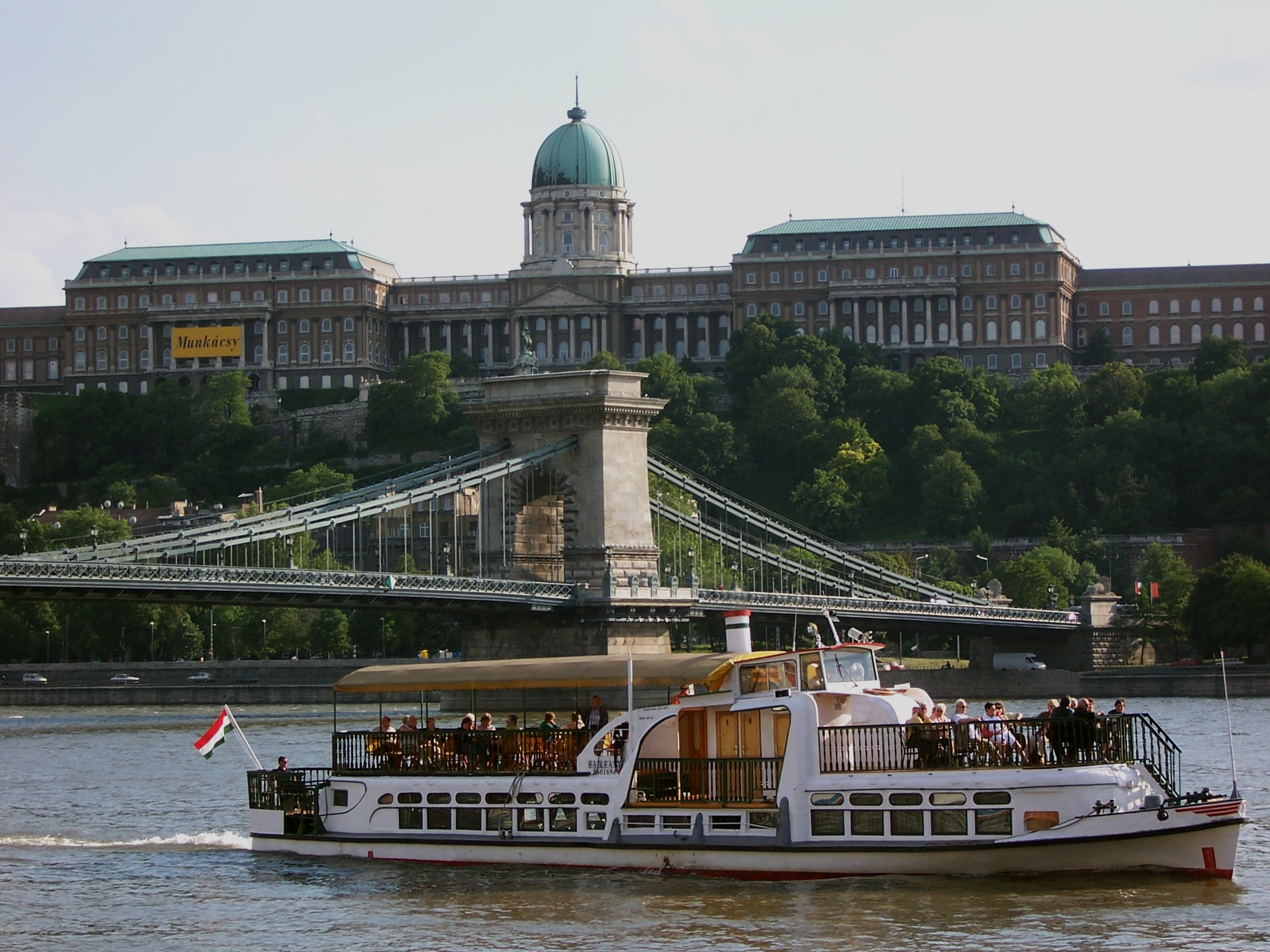
Podul cu Lanțuri cu Castelul regal pe fundal
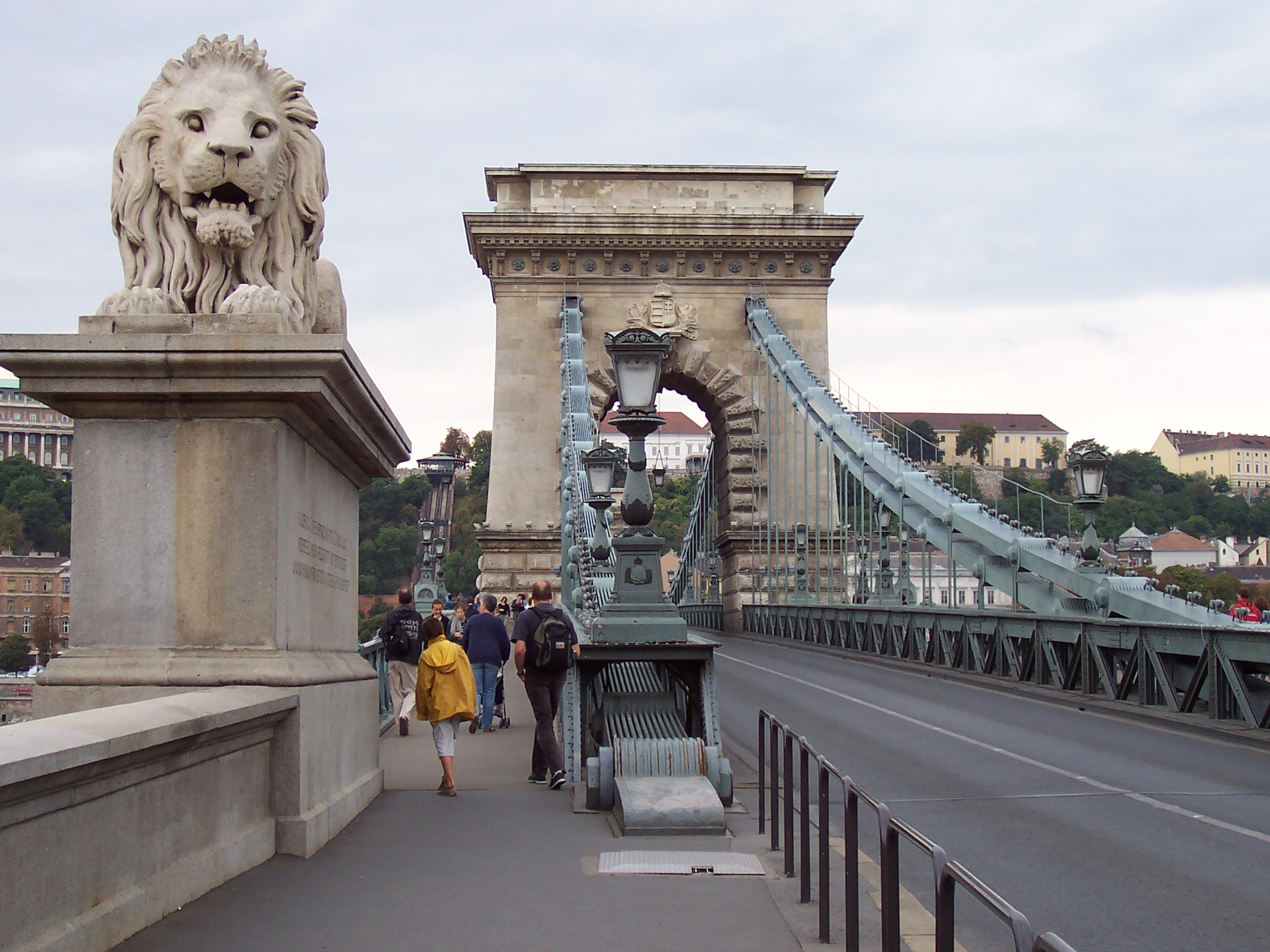
Imagine de pe trotuarul podului
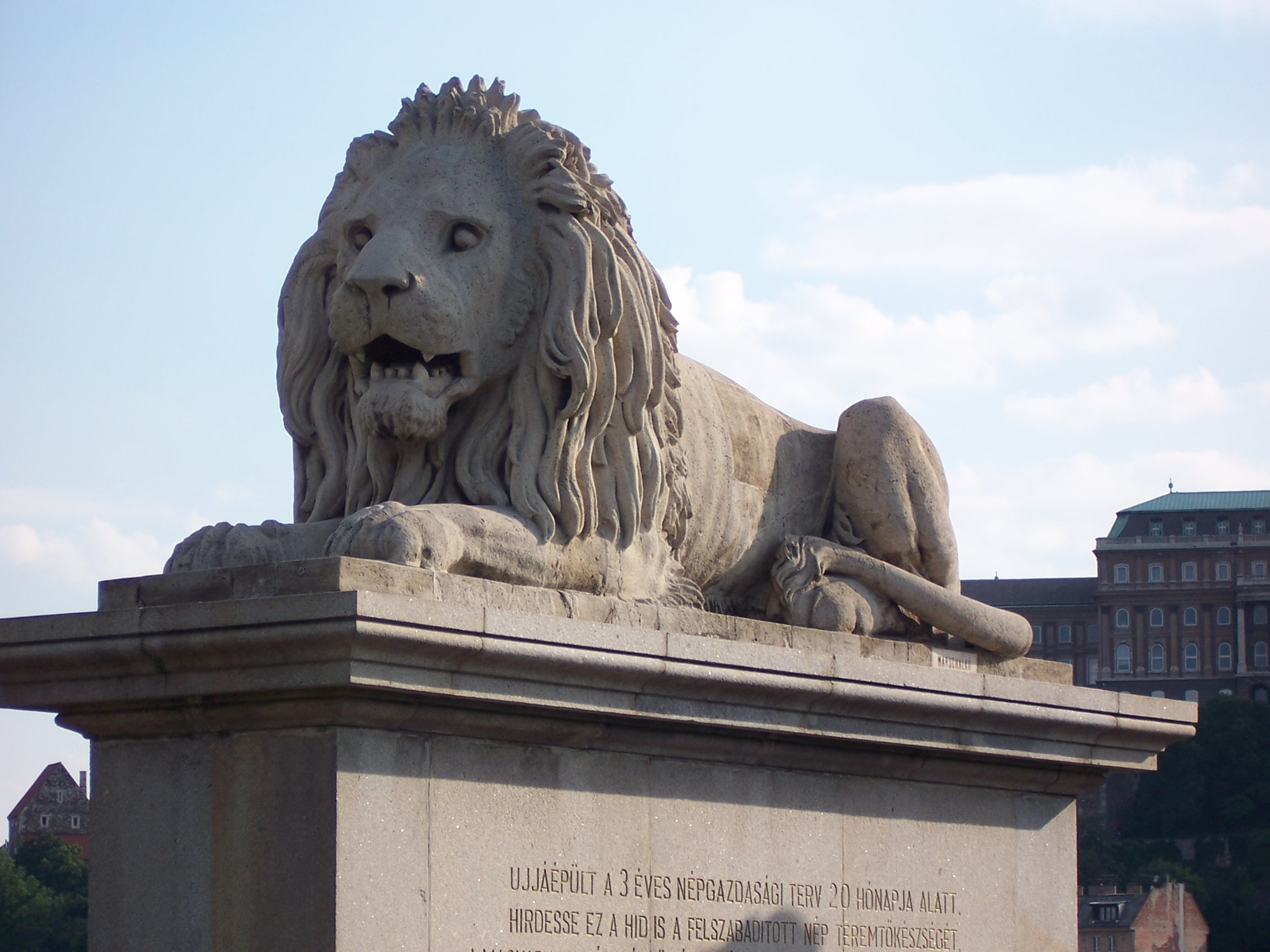
Leu sculptat pe contrafortul podului